# 教化 (阿速人)
教化（？—？），阿速人，元朝政治人物。捏古剌之孙，阿塔赤之子。
教化初为速古儿赤，继袭父职。必里阿秃叛乱，教化奉旨率军去平叛，奏凯还军，被朝廷赐给衣一袭。天历元年（1328年）八月，跟随丞相燕帖木儿在居庸关之北作战，有功。九月，进升为拱卫直都指挥使。转任章佩卿。

## 延伸阅读
[在维基数据编辑]
 《新元史/卷205》，出自柯劭忞《新元史》